# Sister Nancy
Sister Nancy ou Muma Nancy, de son vrai nom Ophlin Russell-Myers (née Ophlin Russell le 2 janvier 1962 à Kingston, Jamaïque), est une chanteuse et DJ de reggae, et plus précisément de dancehall. Elle est mondialement célèbre pour avoir été la première femme DJ et a été décrite comme une "voix féminine dominante pendant plus de deux décennies" sur la scène dancehall.
Sister Nancy est la sœur de Robert Russell, plus connu sous le nom de scène Brigadier Jerry, influent DJ jamaïcain.

## Biographie
Sister Nancy fait partie d'une famille très nombreuse, on compte 15 frères et sœurs. Elle se trouve rapidement poussée dans le reggae par son frère Robert Russel, alias Brigadier Jerry, DJ réputé et influent.
Ses premiers pas dans le reggae se font ainsi durant son adolescence, pendant laquelle elle se produit notamment au sein du sound system Jahlove music, où son frère est DJ résident. Mais c'est le grand producteur Winston Riley (Jimmy Riley, Horace Andy, Pat Kelly, General Echo...) qui va faire la découverte de son talent en 1980 et la projeter sur le devant de la scène en lui faisant enregistrer son premier single, Papa Dean, sur son label Techniques. Le titre connaît un tel succès que s'ensuit la production de son premier album One Two en 1982, qui contient le célèbre Bam Bam exécuté sur le tout aussi célèbre Stalag riddim de Winston Riley.
Sa carrière s'envole littéralement avec cet album qui contient également plusieurs succès (One Two, Money Can't Buy Me Love, Transport Connection) et Sister Nancy se trouve être la première femme DJ sur la scène internationale et à faire une tournée mondiale — elle sera d'ailleurs la première femme DJ à se produire sur la scène du mythique festival Reggae Sunsplash . Elle collabore alors avec le grand Yellowman (Jah mek us fe a purpose), travaille avec le célèbre producteur Henry Lawes...
Après ces débuts en fanfare, Sister Nancy privilégie la stabilité et son avenir. Elle déménage dans le New Jersey et y intègre une banque en tant que comptable. Sa musique restant son premier amour, comme elle le rappelle fréquemment, elle continue néanmoins d'assurer régulièrement quelques dates et festivals à travers le monde.

## Discographie

### Albums
- One, Two (1982) Techniques
- The Yellow, The Purple & The Nancy (1982) Greensleeves (avec Yellowman, Fathead et Purpleman)
- Sister Nancy Meets Fireproof (2007) Special Potato Records (avec DJ Mush1)

### Singles
- "One Two" Techniques
- "Bam Bam" Techniques
- "Transport Connection" Techniques
- "Proud a We" (1982) Techniques
- "King and Queen" (1982) AMCO (Yellowman & Sister Nancy)
- "No Dun And Put Dun" Digital B
- "Deh Yah Long Time" Digital B
- "Little More Oil" (2004) Soul Jazz (avec DJ /rupture and Kid 606)
- "Papa Dean" Techniques
- "Solid Has a Rock" Techniques
- "Dance Pon Your Corner" Volcano
- "Originality" (2006) Thievery Corporation
- "Love Jah" King Jammy's
- "Fool Say In His Heart" Easy Star Records
- "Ting Mi Dis a Come" African Stars
- "Muma is Coming" Shocking Vibes
- "Ram Dance Daughta" Shocking Vibes
- "Chalice" Volcano

### Apparitions sur des compilations
- A Dee-Jay Explosion (Inna Dance Hall Style) Heartbeat - album en public enregistré en 1982, comprenant "One Two" (Sister Nancy & Lee Van Cliff)